# 14E busz (Eger)
Az egri 14E jelzésű autóbusz Lajosváros és Berva között közlekedik, a 14-es busz betétjárataként. Az alapjárattal ellentétben ez a felnémeti ófalura nem tér be. A viszonylatot a Volánbusz üzemelteti.

## Története
2022. január 1-jén a város buszhálózata jelentősen átalakult, ennek keretében a 14A jelzését 14E-re módosították.

## Útvonala
| Berva felé | Lajosváros felé |
| --- | --- |
| Lajosváros vá. – Mátyás király út – Deák Ferenc utca – Eszterházy tér – Törvényház utca – Barkóczy utca – Csiky Sándor utca – Széchenyi István utca – Ráckapu tér – II. Rákóczi Ferenc utca – Tárkányi út – Bervai út – Berva vá. | Berva vá. – Bervai út – Tárkányi út – II. Rákóczi Ferenc utca – Ráckapu tér – Széchenyi István utca – Csiky Sándor utca – Barkóczy utca – Törvényház utca – Eszterházy tér – Deák Ferenc utca – Mátyás király út – Lajosváros vá. |

## Megállóhelyei
Az átszállási kapcsolatok között az azonos útvonalon, de a felnémeti ófalu érintésével közlekedő 14-es busz nincs feltüntetve.
| 0  | Lajosváros végállomás            | 33 | 3, 3A, 4, 6, 11, 12, 13, 16                                                                    |
| ∫  | Mátyás király út                 | 31 | 3, 3A, 6, 11, 12, 13, 113                                                                      |
| ∫  | Veres Péter út                   | 30 | 3, 3A, 6, 11, 12, 13, 113                                                                      |
| 1  | Tompa utca                       | 29 | 3, 3A, 6, 11, 12, 13, 16, 112, 113, 3410 Helyközi buszok Távolsági járatok                     |
| 3  | Aradi út                         | 28 | 3, 3A, 6, 11, 12, 13, 16, 112, 113, 3410                                                       |
| 4  | Nagyváradi út                    | 26 | 3, 3A, 6, 11, 12, 13, 16, 112, 113, 3410 Helyközi buszok Távolsági járatok                     |
| 5  | Galagonyás utca                  | 25 | 3, 3A, 6, 11, 12, 13, 16, 112, 113, 3410                                                       |
| ∫  | Széna tér                        | 24 | 3, 3A, 6, 11, 12, 13, 112, 113, 3410                                                           |
| 7  | Vasútállomás, bejárati út        | 23 | 11, 12, 13, 112, 113, 3410 Helyközi buszok Távolsági járatok                                   |
| 8  | Sportpálya, bejárati út          | ∫  | 2, 2A, 11, 12, 112, 3410 Helyközi buszok                                                       |
| 10 | Színház                          | 21 | 2, 2A, 7, 7A, 11, 12, 112, 3410 Helyközi buszok Távolsági járatok                              |
| ∫  | Bazilika                         | 20 | 2, 2A, 4, 5, 5A, 6, 7, 7A, 11, 12, 112, 3405, 3406, 3410                                       |
| 12 | Autóbusz-állomás                 | 19 | 2, 2A, 4, 5, 5A, 6, 7, 7A, 11, 12, 16, 112, 3405, 3406, 3410 Helyközi buszok Távolsági járatok |
| 14 | Dobó Gimnázium                   | 17 | 2, 2A, 5, 5A, 6, 7, 7A, 11, 12, 16, 112, 3405, 3406 Távolsági járatok                          |
| 16 | Tűzoltó tér                      | 15 | 2, 2A, 5, 5A, 6, 7, 7A, 11, 12, 16, 112, 3405, 3406                                            |
| 17 | Ráckapu tér                      | ∫  | 11                                                                                             |
| 18 | Garzonház                        | 13 | 4, 7, 11, 13, 113, 3410 Helyközi buszok                                                        |
| 20 | Kővágó tér                       | 12 | 4, 7, 11, 13, 113, 3410 Helyközi buszok Távolsági járatok                                      |
| 21 | Shell kút                        | 11 | 4, 7, 11, 12, 13, 112, 113, 3410 Helyközi buszok                                               |
| 23 | Nagylapos                        | 9  | 3, 4, 11, 16, 3405, 3410 Helyközi buszok Távolsági járatok                                     |
| 24 | Felnémet, Egri út                | 8  | 3, 4, 11, 16, 3405, 3410                                                                       |
| 25 | Felnémet, felsőtárkányi elágazás | 7  | 3, 4, 11, 16, 3405, 3410 Helyközi buszok Távolsági járatok                                     |
| 26 | Felnémet, Tárkányi út            | 6  | 3, 4, 11, 3405 Helyközi buszok Távolsági járatok                                               |
| 27 | Felnémet, Sánc út                | 5  | 3, 4, 3405 Helyközi buszok                                                                     |
| 29 | Bervai út                        | 3  | 3, 4                                                                                           |
| 30 | Felnémet, kőbánya bejáró út      | 2  | 3, 4                                                                                           |
| 32 | Berva végállomás                 | 0  | 3, 4                                                                                           |